# HR/HM
HR/HM是指將音樂類型的「硬式搖滾・重金屬音樂」以縮寫表現。這兩個音樂類型，無論是在聲響上，亦或是音樂史上的位置皆密切相關，難以明確界定。因此，經常會見到將兩個類型綜合成一個類型。
在日本重金屬音樂雜誌「BURRN!」誌上，喜歡使用HM/HR記載。此外，很少見到Hard/Heavy這樣的折衷型。